# 剛竜馬
剛 竜馬（ごう りゅうま、1956年3月23日 - 2009年10月18日）は、日本のプロレスラー、俳優。本名：八木 宏（やぎ ひろし）。

## 来歴

### 国際プロレス時代
父親は板前であったが、母親が家出して消息不明となり妹たちに楽をさせたいと中学卒業を待たずに上京。日本プロレスに数ヶ月練習生として通っていたが、デビューは出来なかった。その理由として「日本プロレス関係者に『中学を卒業してから来るように』と言われたから」とも「先輩レスラーに無理やり飲酒させられて身体を壊したから」ともいわれる。また日本プロレス時代、同じ新弟子として藤波辰爾と出会う。
その後、1971年の国際プロレス第1回新人選手公募から選出されて入団。1972年9月9日に群馬県藤岡市立体育館の米村勉戦でデビュー。
1973年になると全日本プロレスとの対抗戦にも出場した他、遅れて入団した大卒新人の鶴見五郎と共に清美川梅之預かりの海外武者修行に出され、カナダで一緒になった吉田光雄と3・4ヶ月間タッグを組んだこともある。しかし遠征先ではパスポートの提示を求められることが少なくなく、18歳未満という理由で試合に出場出来ないこともあったという。1976年7月に凱旋帰国し、国プロと東京12チャンネル主催のファン投票によって新リングネームを『剛竜馬』と決定する。葉書に目を通していた菊池孝によれば、リングネームは遠征先であったフランスが開発した超音速旅客機コンコルドにあやかった「コンコルド八木」が一番多く、ヒロ・マツダの名を取った「ヒロ・八木」のリングネームもあったという。後に剛と同様にリングネームを公募した長州は「俺も『剛竜馬』のような格好良い名前にしてほしいね」と関係者に懇願したという。若く容姿にも恵まれた人気者で、次代の国プロを背負う期待の星と目されていた。当時の髪型は後にトレードマークになる角刈りではなく、七三分けだった。また、別の時期には長髪にもしていた。
1976年11月25日には、初の金網デスマッチに挑戦し（対ジプシー・ジョー）、1977年には「第6回IWAワールド・シリーズ」並びにIWAワールド・シリーズと同時開催されたIWA世界タッグ王座争奪トーナメントに出場。IWAワールド・シリーズはBブロック6位に終わり、IWA世界タッグ王座争奪トーナメントはサンダー杉山とのコンビで出場したものの、準決勝でビッグ・ジョン・クイン&クルト・フォン・ヘスに敗退している（トーナメントはクイン&ヘスが優勝）。
その一方、試合運びが単調で技を失敗することも少なくなかった。それ故にマッチメーカーであったグレート草津の意向により、前座に甘んじることが多くなった。剛は原進入団直後から国際退団をほのめかすようになり、1978年に予定されていたカナダ・マリタイム地区遠征も拒否した。マイティ井上が慰留したものの、剛は受け入れるつもりはなかった。

### 新日本プロレス時代
「'78スーパー・ファイト・シリーズ」開催中の1978年4月16日に行われた広島県東広島市大会にて、選手会長のラッシャー木村に対して国際プロレス退団を申し出たが、木村からこの話を聞いた吉原功は、4月18日に東京から巡業が行われていた長崎県島原市へと向かい、剛と話し合いの席を持つことになった。その席で吉原は「剛が国際を退団し、新日本プロレスに行くという噂が出ている」と選手に対して発言した。その後剛と吉原並びに選手会との話し合いが行われ、剛は「自分は国際を退団するつもりはない」と弁明したが草津・井上・寺西勇は激怒し、井上は「新日本に行った暁にはぶっ殺すから」と発言したという。剛は当日の島原市体育館大会はカードから外され、国際から逃げるかのように5月3日のシリーズ最終戦千葉県君津駅前広場大会まで、そのままシリーズを欠場した。剛は高杉正彦と若松市政に別れの挨拶を行い、高杉と若松は島原市内のバス停留所にて長崎空港行きのバスに乗車した剛を見送った。
その後は東京へは戻らずに、兵庫県西宮市の実家に身を寄せ1978年5月5日、剛は国際プロレスを退団。5月11日の全日本プロレス「'78スーパー・パワー・シリーズ」大阪府立体育館大会に突如現れてフリー宣言を行った。翌5月12日にジャイアント馬場が吉原に連絡を入れたために、国際は「剛がなぜ全日本の大阪大会に出現したのか」と説明を求められることになった。
剛は1978年5月18日にマツダが在住しているフロリダ州タンパへ渡った。当時売り出し中の藤波辰巳を中心にジュニアブームを起こしていた新日本プロレスに、藤波とのシングルマッチを直訴。同年6月16日放送のテレビ朝日『ワールドプロレスリング』に剛がマツダとともに登場し、テロップには「剛竜馬、藤波に挑戦!」と流れた。これを見ていた吉原は激怒し、同年6月28日に高田馬場にあった国際プロレス事務所にて記者会見を行い、「剛の出場停止の仮処分申請を東京地裁に提出する」と発表した。しかし後に仮処分申請は却下した。剛も同年6月30日に東京スポーツに対してタンパから国際電話にて反論声明を出し、その中で「契約書には1回しかサインしておらず、国際との契約は無効である」「国際は給料の遅配がすでに発生しており、父と妹2人に生活費を仕送りする身において厳しい状況に置かれていた」「父が国際の幹部と大阪（同年6月26日開催の「'78ビッグ・サマー・シリーズ」大阪府立体育館大会当日とされる）で話し合いの席を持とうとしたが無視された」などと、国際の内部事情を暴露した内容となった。国際にとっては、1974年に発生したストロング小林の離脱劇の再現となった。同年7月27日に日本武道館、11月30日に広島県立体育館において、藤波が保持するWWFジュニアヘビー級王座に2度挑戦した。11月にはマツダ率いる『狼軍団』の一員としてプレ日本選手権にも出場し、杉山・上田馬之助・マサ斎藤と共闘。予選リーグ戦では長州からリングアウト勝ちを収めている。
その後タンパのマツダの元で再修行を積み、1979年10月2日の大阪府立体育館での3度目の挑戦ではコーナーポスト上からの場外プランチャ・スイシーダを放ち、逆さ押さえ込みで藤波に初勝利。弱冠23歳でWWFジュニアヘビー級王座を奪取するも、蔵前国技館でのリターン・マッチに敗れて2日天下に終わった。これにより、剛は藤波を生涯のライバルと定め、新日本に正式入団する。1980年3月31日には古巣である国際プロレスの後楽園ホール大会に逆上陸して阿修羅・原が保持するWWU世界ジュニアヘビー級王座に挑戦。同年の「MSGシリーズ」では予選トーナメントで長州に敗れるも、敗者復活戦で木戸修を破って決勝リーグに進出。スタン・ハンセン、アンドレ・ザ・ジャイアント、ダスティ・ローデスとも対戦したが、無得点の最下位に終わっている。
1981年、テレビ朝日系列の連続ドラマ『警視庁殺人課』に菅原文太・鶴田浩二・梅宮辰夫ら東映配役陣と共に、刑事役として1クール分の第13話までレギュラー出演した。このため剛のみ途中降板し、俳優業はこの1作のみに留まっている。
1981年8月に国際プロレスが崩壊し、木村・アニマル浜口・寺西の3人は『国際軍団』として新日本に参戦した。同年9月23日に木村と浜口は新日本の田園コロシアムでの興行に姿を現した上で決意表明したと同時に、剛は浜口が発した挑発の最初のターゲットとされた。1982年5月には木村の渡米に帯同し、ロサンゼルス地区で『ライジング・サンズ』（ミスター・トヨ＆ミスター・ゴー）を結成。7月にラスベガスでブラック・ゴールドマン&エル・ゴリアスからNWAアメリカス・タッグ王座を奪取し、同月9日にロサンゼルスでヘクター・ゲレロ&マンド・ゲレロに敗れるまで戴冠した。
帰国後も精彩を欠いて軍団入りも認められず、同世代の長州・藤波・谷津嘉章らから大きく後れを取り、タイトルに絡むこともなく新日本の前座戦線に定着してしまう。一方で新人の高田伸彦・山崎一夫らを道場でしごいており、剛は鬼教官として怖れられていたという。
1984年の「'84新春黄金シリーズ」では、1月26日の滋賀県大津市皇子が丘公園体育館大会でアブドーラ・ザ・ブッチャーにわずか46秒で地獄突き一発で敗れた。その後1月30日の函館市民体育館大会からシリーズ最終戦である2月9日大阪府立体育館大会まで欠場したまま、5年9か月参戦していた新日本を退団。

### 第1次UWF時代
1984年4月、アントン・ハイセルを巡る新日本の内紛から分裂した第1次UWFの旗揚げメンバーに名を連ねた。しかし剛が外国人レスラーのブッキングを独占しようと図り、そのために生じた利害関係で団体との関係が悪化したことから、ラッシャー木村と共に在籍4ヶ月のみで退団となった。また、ブッキング窓口のトラブルの他に「新間寿への義理で協力していただけ」との説もある。なお、剛はブッカーとしてレオ・バーク、フレンチ・マーテル、ザ・UFOなどを来日させていた。
少ない試合数ながらも第1次UWFでは無敗であった。ただし、シングル戦は無く全てラッシャー木村とのタッグである。なお、佐山聡（当時スーパータイガー）から入場テーマ曲『Eye of the Tiger』を譲られている。

### 全日本プロレス時代
1984年11月からは全日本プロレスに転出し、前述の対抗戦以来の全日本マット登場となった。移籍と同時に馬場と仲間割れした木村以下、剛と同門の鶴見・アポロ菅原・高杉と『国際血盟軍』を結成した。なお、乱入の現場には井上も居たが結局「国際血盟軍」には加入しなかった。阿修羅・原は後に一匹狼的な立場に置かれた際に「国際血盟軍」との共闘を頻繁に行っている。
しかし、木村の試合後のマイクパフォーマンス以外に華のないファイトスタイルで尻すぼみになり、全日本内におけるポジションも下位グループにとどまった。またジャパンプロレスの大量移籍で全日本で日本人選手が飽和状態となったため、カルガリーハリケーンズ（スーパー・ストロング・マシン・ヒロ斎藤・高野俊二）と入れ替わりに「エキサイティング・ウォーズ'86」シリーズ中の1986年3月2日、岩手県陸前高田市民体育館大会の対石川敬士戦をもって高杉や菅原と共に、全日本に移籍してわずか1年4カ月で整理解雇された。解雇の原因は目立ちたいがために、馬場やジョー樋口・和田京平・タイガー服部・ミスター林各レフェリーの機嫌を悪くさせたためであった最終的に陸前高田大会の翌日、原軍治リングアナウンサーが3人を事務所に呼び出して馬場が直接解雇通告を行ったという。鶴見によれば、仙台市内のホテルにて馬場と剛・菅原と3人で食事をした際、菅原が馬場が掲げるプロレススタイルを否定する発言を行ったため、馬場の逆鱗に触れてしまって帰り際に剛・菅原は鶴見に対して「馬場のプロレスは面白くないですよ」と発言した所、鶴見は2人に対して「馬場さんになんてことを言ったんだ!」と激怒したという。ただし菅原本人は「馬場さんと食事したことは一回も無いですね」「馬場さんに対して口答えするなんて100%あり得ないですよ」と否定している。さらに鶴見は、以前から「剛の全日本在籍期間は短い期間に終わるだろう」と感じていたという。これにより剛は、昭和4団体（国際・新日本・UWF・全日本）をシリーズ中に退団または解雇される形となった。全日本在籍中にはタイガー・ジェット・シンやハーリー・レイスらにシングルマッチで挑む機会を与えられたが、未勝利に終わっている。
解雇後は北沢幹之が経営する建築内装業の下働きをしていたが、1986年4月末よりマサ斎藤のブッキングで渡米してスーパー・ニンジャこと高野俊二のタッグパートナー "Ninja Go" としてAWAに参戦。高野やビル・アーウィンと組んでスコット・ホール&カート・ヘニングが保持していたAWA世界タッグ王座に挑戦したほか、ラリー・ズビスコのパートナーとなってミッドナイト・ロッカーズ（マーティ・ジャネッティ&ショーン・マイケルズ）とも対戦した。
その後に1987年7月の全日本「サマー・アクション・シリーズ」に1シリーズのみ復活招聘されてアジアタッグ王座争奪リーグ戦に鶴見と組んで参戦したが、三つ巴の最下位に終わった。なおピンフォールを取られたのは全て剛である。最終戦の7月30日、東京都東村山市民スポーツセンター大会の対谷津&仲野信市戦（剛のパートナーは木村）をもって全日本マットから再び去った。心肺能力などは高い評価を受けていたが、体の硬さと不器用さが響いて第一線に出ることなくメジャー団体から放逐されることとなり、自らのタニマチが経営していたお好み焼き屋の店長に転身した。

### パイオニア戦志時代
新間寿・寿恒親子の『世界格闘技連合』構想に主要メンバーとして当初大仁田厚らと名が挙がっていたが、新団体旗揚げを計画した高杉から声を掛けられやはり全日本リストラ組で元同僚の菅原を加えて、1988年11月15日にアニマル浜口ジムで『パイオニア戦志』の設立を発表。この団体名は菊池孝の発案である。この団体は、1966年から短期間活動して消えた『東京プロレス』に続く日本で2番目かつ20数年振りのインディー団体で、大仁田のFMWより半年早かった。
剛自身はパイオニア戦志設立の発案者ではなかったが、旧知の藤波との関係を生かしてリング調達・会場確保に新日本プロレスの協力を得たことやそれまでの実績を考慮され、団体のエースの座に就くことになった。
千葉県の浦安市に道場兼合宿所『パイオニアGYMぽぱい』を確保し、プロレス志願者の養成にも注力した。翌1989年4月30日に大仁田対剛のシングル対決をメインイベントとして行った旗揚げ戦は、藤波や北尾光司らを来賓に招き物珍しさもあって後楽園ホールをほぼ満員にしたが、藤波に試合内容を酷評された。
半年後の10月の第2戦に菅原の姿は無く、代役は新倉史祐が務めた。更にメインの青柳政司戦では当日のカード変更・両者レフェリーストップの裁定に客が暴動寸前となり、激怒した立会人の浜口が剛と青柳を控室からリングに引きずり戻し、往復ビンタして試合再開させる珍事まで起きた。剛は「（青柳に後頭部を）蹴られたら目ん玉が飛び出したから、手で押し戻したよ」と語り、その後飛蚊症に悩まされるようになる。
1990年からは『パイオニア軍団』の名で青柳・栗栖正伸らと共闘して新日へ再参戦。5月4日の緒戦（剛&高杉対長州&佐々木健介）では勝利したが、練習不足で主に高杉が試合中にグロッキーになる場面も目立ち、またもや藤波に内容を酷評されてマッチメーカーの長州からも冷遇された。
10月の移動中の交通事故を乗り越えて、12月にはヘビー級転向後の藤波と念願のシングル再戦（博多スターレーン・敗者追放マッチ）に漕ぎ着けた。週刊ゴングの直前インタビューで剛は「俺にはプロレスしかないから、プロレス無しでは生きて行けない。プロレス馬鹿ですよ」と語っていた。しかし、藤波のジャンピング・エルボー・バットに沈み、生中継を実況した辻義就に「プロレスバカというより、プロレスカバですね」と蔑まれた。藤波戦敗退、新日本との業務提携終了をもってパイオニア戦志は活動を休止した。
なお、当時経営難に陥っていたパイオニア戦志をSWSが団体ごと吸収し、北尾光司をエースに立てた別動隊の母体にしようとする構想があり、実際に代表であった剛が支度金を受け取っていたという。しかし、それまでの剛との数々のトラブルや因縁などで選手会のほぼ全員からの猛反対を喰らってしまい、別動隊の動きは立消えとなっている。

### オリエンタルプロレス時代
パイオニア戦志の活動停止から1年半後、ジャパン女子プロレス（1992年2月解散）の代表を務めていた持丸常吉の協力を得て、1992年6月に新団体『オリエンタルプロレス』として再出発した。
パイオニア時代には出来なかったジェシー・バーをはじめ実力派外国人レスラーの参戦や、『出前プロレス』『ほっかほかビデオ』などユニークな企画で滑り出して数戦は好調だったが、長州の人脈で借りたフロント陣が次々と去っただけでなく4か月後の同年11月、千葉県船橋市大会（金網デスマッチ、対ブルースブラザース）を最後に海外遠征の利益をピンハネするなどのギャラ搾取に怒った選手会が、代表の剛の永久追放処分を発表。剛にとっては1986年の全日本解雇に次ぐ2度目の団体解雇となった。これは若手との軋轢とも、売り上げを巡って広報担当やスタッフと揉めたためとも伝えられた。オリプロには高杉・板倉広と新弟子だけが残され、W★INGプロモーションやユニバーサル・プロレスリング・宮川道場との交流戦で食い繋いだ。なおオリプロは1993年12月に崩壊している。

### 剛軍団・厚木プロレス・冴夢来プロレス時代
三度フリーランスとなった剛は米マットに活路を求め、設立間もないECWでハードコアマッチにも挑んだ。帰国後はIWA格闘志塾の伝で『屋台村プロレス』で酔客相手にレスリング・ユニオンのセミプロとの試合をこなす有様だったが、一部マスコミの支援を受けて1993年8月に一人一党の『剛軍団』を旗揚げする。ジェシー・バーを相方にクラシカルな正統派プロレスリングを標榜し、ご当地プロレス団体の嚆矢とも言える『厚木プロレス』名義での自主興行を地元で打ったり小規模な地方巡業を細々と行ったが、執拗に再戦を呼び掛けた藤波からは「二度と名前を出さないで貰いたい」と絶縁宣言されてしまう。
そんな苦境の中、1994年8月1日の後楽園ホール自主興行で自らの志向とは正反対の怪奇派レスラー・宇宙魔神X（正体は島田宏）とのシングルマッチを含むダブルヘッダーが決定。2連戦の第1試合はチャボ・ゲレロ＆ビリー・ジャック・ヘインズに剛＆バーが勝利し、CWUSA認定インターナショナル・タッグチャンピオンを防衛したものの剛は首を負傷した。宇宙魔神X戦は「あんなオモチャ野郎に負ける訳にはいかないからね」と昔ながらの山篭り特訓に励み、試合は場外乱闘で何度も「ショア」と叫び椅子・モップやチリトリなどを掲げながらアピールしての攻撃に、会場から大声援が沸き起こる。試合後のマイクアピールで剛は「私はプロレスしか出来ない『プロレスバカ』です！そんな馬鹿で不器用な男ですがまた会場に来てください！」と発言して客の喝采と大量の「バカ」コールを浴び、マスコミでも大々的に取り上げられた。『プロレスバカ（PB）』なるニックネームが定着したのはこの試合の前後で、会場で「バカ」コールが起きるようになり、剛も「見る方のプロレスバカの皆さん」とマイクアピールで応酬した。
「プロレスバカ」のちょっとしたブームが起きる中で、格闘技バラエティー番組『リングの魂』（テレビ朝日）にも数回続けて出演していた。これは、同番組で注目を集めていた剛自身の先輩・アニマル浜口に挑戦する企画で「出演を直訴する手紙を自筆で送った」ものだったが、宛先には『リングの塊』と書かれていた。この時期から『週刊プロレス』編集部へ頻繁に電話をかけるようになる。
1994年はこれらのムーブメントの余勢を駆って平成維震軍旗揚げ戦のメイン（越中対シン）に乱入してマイクアピールを行ったり、現役復帰した浜口とのタッグでWARにも出陣してリング内外で「気合ダー！」・「ショア！」 の応酬を展開するなど、久方ぶりにその存在を印象付けた。特に浜口とのタッグは、リングアナウンサーから「リンたまタッグ」と呼ばれたこともある。
翌1995年4月2日に『週刊プロレス』の発行元「ベースボールマガジン社」が主催した、東京ドームでのオールスター興行『夢の懸け橋〜憧夢春爛漫〜』の第4試合に参戦した際には6万人の観客席から「ショア！」・「バカ！」・「1・2・3・4・剛！」の掛け声が鳴り響き、レスラー人生の絶頂を極めた。そのため剛は東京ドームでシングルマッチを行ったレスラーの1人となった。同年5月4日にはプロレスマニアのバカ社長率いるハードコアパンクバンド『猛毒』の単独ライブ『'95 ビッグチャレンジ・スーパーマグマシリーズ』（三軒茶屋HEAVEN'S DOOR）に登場。観客が弁当代わりに持参していたバナナを掲げつつ、曲に合わせてただ延々と「ショア！」と叫び続け、暗黒プロレス団体666設立の切っ掛けを作る。
1996年1月16日のレスラー生活25周年記念後楽園ホール大会に向けて、妻と2人の子供と共にポスター貼りをする模様が専門誌や『バトルウィークリー』（テレビ東京『スポーツTODAY』の1コーナー）で取り上げられたことから、新たなスポンサーも獲得。個人プロダクション『冴夢来プロジェクト』を2月21日に設立。4月17日の後楽園ホール大会以降は1994年に活動を休止した新格闘プロレスと提携して『冴夢来プロレス』を名乗り、弁当付きの無料プロレスという太っ腹な企画で関東一円を巡業した。その勢いでPRIDE参戦さえ表明したが、スポンサーと衝突して1年間程で崩壊した。この時代に入門した美濃輪育久は、剛の最後の弟子でもある。1997年前後にはIWA・JAPANにも参戦している。 
なお藤拓地所も剛と決裂後、IWA・JAPANのスポンサーとなっている。

### 現役時代末期

#### 迷走期
全日本とオリプロの解雇・藤波との確執・新団体の経営失敗など多くのトラブルによって団体からのオファーはほとんど来なくなり、剛が上がるリングは鶴見五郎率いる国際プロレスプロモーションなどしか無くなった。他には2000年にミスター・ポーゴのWWSのカボチャやスイカを凶器に用いる『野菜デスマッチ』などに呼ばれた程度だったが、金銭問題・体調不良により数戦のみで契約を解除された。新日本への再々参戦を訴え続けたものの、この時期の新日本は路線変更が実施された時期でもあり、マット界からフェードアウトしていたのは明らかだった。同年3月、第2回メモリアル力道山に参加している。
2001年12月9日には鶴見の計らいにより、引退試合が組まれた。しかしギャラに納得が出来ない剛が会場入りをドタキャンしてしまい、本人不在のままテンカウントゴングが鳴されるという前代未聞の引退セレモニーとなった。
2003年1月15日、剛は新宿区新宿3丁目のJR新宿駅西口切符売り場で、浦安市の主婦が財布を手提げかばんに入れようとしたところ、財布を奪い取り逃走したものの近くにいた男性会社員に取り押さえられ、警視庁新宿署で窃盗の疑いで逮捕された。調べに対して剛は「財布が落ちていたので拾って渡そうとしただけ」と容疑を否認している。
東京スポーツは、この事件の報道に合わせる形で剛が2001年のゲイビデオ『極太親父』に偽名で出演していたことを1面写真入りで報じ、大騒動に発展した。同時に借金が原因で妻子とも別居中であり、派遣で働く男性数名と同居していることも報じられた。剛は他にも『格闘家〜燃える肉弾〜』『でかんしょ旋風児』『野郎四人衆』『侍、一本』『VG-men』などの作品に出演していたことが発覚したが、後に剛は「自分の体で稼ぐことの何が悪いのか」とゲイビデオ出演を認めていたが公に明かさなかった。
なお、これ以前に田中秀和が2001年1月の『ストロングニュース』で存在を示唆しており、また週刊プロレスの投書欄『あぶない木曜日』でも「信じられないようなビデオに出演している」との噂が立っていたため、少なくとも関係者の間では周知だったとみられる。
後に2019年のニュースでは、当時の相場でも高くて5万円程度だったゲイオナニービデオの相場を剛本人が交渉によって7万円程度にふっかけて交渉成立に至ったことが伝えられたが、吉田豪が同ニュースで「あの知名度の人が一生言われるネタを作っちゃうと思うと、50万とかでも安いのでは」と語った。

#### 晩年
釈放後の2004年5月、剛はNPO法人『WAP』のエース格になり、若手有望外国人レスラーとの連戦で一部マニアの注目を集めた。しかし、腰痛を理由に欠場し「金返せ」コールを止めない客の求めで担架に乗せられたまま「ショア!」させられたりするうち、1年後の後楽園ホール大会で自然消滅となった。半引退状態を経た2006年7月、DDTで復帰戦（対マッスル坂井）が行われたが過度の飲酒が原因で無惨なほど衰えており、あまり話題にならなかった。
2007年からは剛の弟子の畠中浩旭が北海道で立ち上げた『アジアンプロレスリング』に遠征し、2008年12月18日の力道山OB会&プロレス主催『昭和プロレス第2弾興行』第4試合のバトルロイヤルにも出場した。メンバーは他に小林邦昭・タイガー戸口・木村健悟・ドン荒川・ジャイアント小馬場・アントニオ小猪木がいた。
2009年8月30日、ユニオンプロレスで剛に顔が似ていたためあやかってアナグラムのリングネームを名乗っている竜剛馬と『夢のタッグ』を組み、小笠原和彦（元極真会館）・松崎和彦の『ダブル和彦』組と対戦した。9月3日新木場1stRINGの宮本和志自主興行（剛・松崎組対鶴見・佐野直組）が、剛の生涯最後の試合となった。が、この頃にはかつてパンプアップされていた筋肉は見る影も無く、剛もただリングに立っているだけでまともに試合も出来ない程衰えていた。試合は剛が佐野をドラゴンスリーパーで下している。

### 死去
2009年10月7日、剛は自転車を運転中に交通事故に遭った。同月13日、連絡がないことを心配した剛の長男が厚木市の自宅を訪ね、翌日再訪した長女が倒れている剛を発見し病院に搬送したが、4日後の10月18日1時11分、敗血症のため死去。53歳没。
剛は交通事故の際に開放骨折した右手首の傷口から細菌が入り込み、アルコール性肝障害による体力低下も重なって、全身に感染したものとみられている。また死去する数日前に幾人かのレスラー仲間に電話をかけていたが、電話に出た者はいなかったという。
死去当日の剛の通夜には浜口・鶴見・三宅綾・松崎・宮本らが、10月19日の剛の告別式には浜口ら約30名のプロレス関係者が参列した。戒名は『観照宏徳信士』。浜口は葬儀後、「彼（剛）はね、早く両親を亡くしたために、自分で妹さんの進学費用も出していた心優しい男だったんですよ」と涙ながらに想い出を語った。

## 人物
私生活では1987年に結婚、1男2女をもうけるが2005年に離婚している。剛はファイトマネーなどの稼ぎを一切家庭に入れなかったため、家族の生活費は妻が自ら働いて捻出していた。さらに前述の通り、2003年に剛が窃盗罪で逮捕されたため愛想が尽きたことが離婚につながったという。ただ離婚後も長男とは関係が続いていたため、元妻ともたまに顔を合わせることはあり、結局告別式の喪主も元妻が務めた。

## 得意技
腕ひしぎ逆十字固め
ラリアット
晩年に多く使用。
ジャーマン・スープレックス
剛は体の硬い体質だったがジャーマンのフォームは美しく、ブリッジの完成度、威力ともに高く評価されていた。
サイド・スープレックス
剛の元祖フェイバリット・ホールド。レスラー名鑑の得意技の欄には後述のジャンピング・ネックブリーカー・ドロップとともにこの技が書かれていた。
リバース・スープレックス
ウラカン・ラナ・インベルティダ
体の硬さもあり決して滑らかではないものの、ヘビー級に転向してからも時折使用していた。
バックドロップ
ジャンピング・ネックブリーカー・ドロップ
いわゆる「（腕が）当たってから飛ぶ」と言われる独特のギクシャクしたムーブで放つ。体が硬くて不器用な剛らしい技としてファンから却って愛されていた。
ドラゴン・スリーパー
元々は藤波辰爾のオリジナル技。藤波との対戦を熱望していた剛が、藤波に当てつけるかのように使用していた。自身のリングネームにも「竜」が含まれている。

## 獲得タイトル
新日本プロレス
- WWFジュニアヘビー級王座：1回
  - 23歳6ヵ月9日での戴冠は、日本人男子プロレスラーの日本でのタイトルマッチでは当時最年少記録[49][注 3]

NWAハリウッド・レスリング
- NWAアメリカス・タッグ王座：2回（w / ブラック・ゴールドマン、ミスター・トヨ）[21]

チャンピオンシップ・レスリング・USA
- CWUSAタッグ王座：2回（w / ジェシー・バー）

## 出演

### テレビドラマ
- 警視庁殺人課（1981年、テレビ朝日 / 東映） - 殺人課刑事・久保剛 役（通称・ウルフ）- ※第1話 〜 第13話までの出演。

### PV
- 真心ブラザーズ「空にまいあがれ」（1996年） - 上半身裸で首に鎖を巻き、筋肉を誇示するポーズをとったり、ジャイアントスイングを披露するシーンなどがある